# سان فرانچسکو ال کامپو
سان فرانچسکو ال کامپو (به ایتالیایی: San Francesco al Campo) یک کومونه در ایتالیا است که در استان تورین واقع شده‌است. سان فرانچسکو ال کامپو ۴٬۸۷۷ نفر جمعیت دارد و ۳۲۷ متر بالاتر از سطح دریا واقع شده‌است.